# Luther Singh
Luther Wesley Singh (Soweto, 5 agosto 1997) è un calciatore sudafricano di origini indiane, attaccante dell'AEL Limassol e della nazionale sudafricana.

## Carriera

### Club

#### GAIS
Prodotto dell'accademia Stars of Africa, nel 2015 Singh è stato ingaggiato dagli svedesi del GAIS, militanti in Superettan. Ha esordito in squadra il 20 agosto, schierato titolare nel pareggio per 3-3 sul campo del Norrby, sfida valida per la Svenska Cupen 2015-2016: il GAIS si è poi imposto ai tiri di rigore. Il 24 agosto ha giocato la prima partita in campionato, in cui ha trovato anche una rete nella vittoria per 2-1 sul Degerfors.
Il 22 maggio 2016 ha segnato la prima tripletta della carriera, nel successo casalingo per 7-0 sull'Ängelholms FF. Col contratto in scadenza alla fine della stagione, Singh ha scelto di non rinnovare l'accordo e svincolarsi così dal GAIS. Si è congedato con 40 presenze e 12 reti, tra campionato e coppa.

#### Braga
Il 31 gennaio 2017, i portoghesi del Braga hanno reso noto d'aver ingaggiato Singh con un contratto valido per il successivo anno e mezzo, con opzione per un rinnovo quinquennale. Aggregato alla squadra riserve, militante in Segunda Liga, ha debuttato il 4 febbraio, sostituendo Bruno Jordão nella sconfitta casalinga per 0-1 contro il Covilhã. Il 15 febbraio ha trovato la prima rete, nel 5-0 inflitto al Vizela.

### Nazionale
Singh ha rappresentato il Sudafrica under 20. È stato convocato per la Coppa delle Nazioni Africane di categoria del 2017. In data 27 febbraio è stato impiegato da titolare nella prima partita della manifestazione, contro il Camerun, partita in cui ha realizzato una tripletta con cui ha contribuito al successo della sua squadra per 3-1.

## Statistiche

### Presenze e reti nei club
Statistiche aggiornate al 9 marzo 2017.
| Stagione       | Club        | Campionato  | Campionato | Campionato | Coppe nazionali | Coppe nazionali | Coppe nazionali | Coppe continentali | Coppe continentali | Coppe continentali | Supercoppe | Supercoppe | Supercoppe | Totale | Totale |
| Stagione       | Club        | Comp        | Pres       | Reti       | Comp            | Pres            | Reti            | Comp               | Pres               | Reti               | Comp       | Pres       | Reti       | Pres   | Reti   |
| -------------- | ----------- | ----------- | ---------- | ---------- | --------------- | --------------- | --------------- | ------------------ | ------------------ | ------------------ | ---------- | ---------- | ---------- | ------ | ------ |
| 2015           | GAIS        | S           | 8          | 2          | CS              | 3               | 1               | -                  | -                  | -                  | -          | -          | -          | 11     | 3      |
| 2016           | GAIS        | S           | 28         | 9          | CS              | 1               | 0               | -                  | -                  | -                  | -          | -          | -          | 29     | 9      |
| Totale GAIS    | Totale GAIS | Totale GAIS | 36         | 11         |                 | 4               | 1               |                    | -                  | -                  |            | -          | -          | 40     | 12     |
| gen.-giu. 2017 | Braga B     | LdH         | 9          | 1          | -               | -               | -               | -                  | -                  | -                  | -          | -          | -          | 9      | 1      |
| Totale         | Totale      | Totale      | 45         | 12         |                 | 4               | 1               |                    | -                  | -                  |            | -          | -          | 49     | 13     |

## Palmarès

### Club

#### Competizioni nazionali
- Campionato danese: 1

Copenaghen: 2021-2022